# 다케시타파 7봉행
다케시타파 7봉행(竹下派七奉行)은 1980년대 일본 자유민주당 내 최대 파벌이던 헤이세이 연구회에서 다케시타 노보루와 가네마루 신의 후계자로 주목받은 7명의 유력 정치인을 말한다.
7봉행은 오부치 게이조, 가지야마 세이로쿠, 하시모토 류타로, 하타 쓰토무, 와타나베 고조, 오쿠다 게이와, 오자와 이치로 등 7명으로 구성되어 있었다. 이 중 오부치, 가지야마, 하시모토는 다케시타의 계열에 속했으며 나머지 네 명은 가네마루의 계열에 속했다.

## 7봉행의 대두
나카소네 야스히로는 5년간 일본의 내각총리대신 겸 자유민주당 총재를 지내면서 당내에서의 영향력이 강해졌다. 하지만 나카소네의 후임으로 다케시타가 총재가 되고 리쿠르트 사건의 영향으로 나카소네가 일시적이나마 탈당을 하면서 자민당은 다케시타파의 지배하에 놓이게 되었다. 그리고 이 무렵부터 7봉행이 차례로 요직에 기용되며 권력의 중추에 자리잡았다.
우노 내각 때 치러진 제15회 일본 참의원 의원 통상선거에서 자민당이 참패를 당했는데 이는 게이샤 스캔들 때문에 우노 총리의 지지율이 크게 떨어졌기 때문이었다. 오히려 우노를 대신해서 전국을 돌아다니며 유세를 도왔던 하시모토의 주가가 크게 올라 하시모토가 우노의 후임 총재로 눈여겨지는 계기가 되었다. 하지만 오자와는 하시모토의 여성 스캔들을 들추어내면서 이를 막고자 했다. 이것이 이치류 전쟁이다. 결국 가네마루의 후원 하에 가이후 내각이 출범하고 하시모토를 대신해 오자와가 간사장에 취임했다. 이후 오자와의 권력이 크게 증대했는데 이는 가네마루를 뒷배경으로 하여 다케시타 계열을 정책의 중추에서 제외한 것이기에 하시모토, 가지야마 등의 불만이 쌓여갔다.
하지만 1991년 5월 도쿄도지사 선거에서 오자와는 자민당 도쿄도지부와 대립한 데다가 패배하는 바람에 오자와는 간사장에서 물러나고 오부치가 후임으로 취임한다. 하지만 이후 오자와는 다케시타파 부회장에서 회장 대리로 승격하면서 오히려 파벌 내에서의 영향력을 강화하게 된다. 이는 가네마루가 오자와를 다케시타파 회장으로 만들려는 생각을 가지고 있었기 때문인데 다케시타는 자신의 총재직 복귀는 더 이상 원치 않았지만 오자와가 회장직에 취임하는 것은 반대했다.
그해 9월 소선거구 개혁 법안을 둘러싸고 다케시타 계열은 국회 해산을 주장하고 가네마루 계열은 이를 반대하면서 다케시타파의 내분이 거세졌다. 선거 개혁을 주장하는 젊은 의원들은 가이후를 압박하여 국회를 해산할 것을 종용했고 가이후도 여기에 응하여 중대한 결의로 임할 것을 기자 회견에서 밝혔다. 하지만 국회 해산을 결정하는 각의가 열리기 15분 전에 오자와가 가이후에게 "다케시타파는 해산을 지지하지 않는다"고 전하여 각의 의결은 취소되었고 진퇴양난에 빠진 가이후는 결국 내각을 포기하게 된다(가이후 끌어내리기).
10월 10일 가이후의 후임 총재를 정하기 위한 면접이 오자와의 사무실에서 열렸다. 후임을 노리던 미야자와 기이치, 와타나베 미치오, 미쓰즈카 히로시 등 세 명이 면접에 응했는데 정치 경력, 나이 등 많은 면에서 윗사람이던 세 사람에게 오자와는 체력 테스트를 명분으로 팔굽혀펴기까지 시키는 등 많은 무리수를 범했다. 이는 당내에서 오자와가 가진 권력을 잘 보여주는 일화지만 한편으론 당내에서도 오자와에 대한 비판의 목소리가 높아졌다. 이에 대해 오자와는 훗날 당일이 공휴일인 체육의 날이라서 호텔을 잡기 귀찮아서 그랬다고 해명했다. 이 날 면접에서 최종적으로 가네마루가 와타나베 지지에서 미야자와 지지로 전환해 미야자와가 후임 총재로 결정됐다.

## 다케시타파의 내분
다케시타파 회장직을 맡고 있던 가네마루는 1992년 도쿄 사가와큐빈 사건으로 회장직에서 물러났다. 이를 계기로 누가 후임 회장이 될지를 두고 파벌 내에서 큰 항쟁이 일어났다. 파벌의 실질적 영수인 다케시타와 회장 대행을 맡고 있던 오자와의 사이가 좋지 않아 둘 사이의 대립이 특히 심했다.
다케시타 계열은 다케시타의 최측근인 오부치를 후임 회장으로 지지했고 가네마루 계열은 청렴한 이미지를 가지고 있던 하타를 지지했다. 사실 하타는 오쿠다와 함께 7봉행 중에선 중간파 이미지가 강했고 다케시타도 그를 영입하고자 분투했지만 선거제도 개혁을 호소한 오자와와 결국 손을 잡게 되었다.
다케시타파에 속하는 중의원 의원은 67명인데 그 중 과반수인 35명이 가네마루 계열이라 오자와는 별다른 정치 공작을 벌이지 않았다. 참의원에선 수가 모자랐지만 중의원의 결의를 참의원이 따라줄 것이라 생각했기 때문이었다. 하지만 중의원에서 열세였던 다케시타 계열은 아오키 미키오, 사이토 주로 등이 오부치 지지 공작에 나섰다. 이들은 중의원에서 세를 늘리는 한편 오자와가 참의원을 무시한다는 이미지를 만들어 참의원도 자신들의 편으로 만드는데 성공했다. 결국 다케시타파의 좌장이었던 하라다 겐이 오부치 지지 견해를 밝히면서 오부치가 후임 회장이 되었다.
이에 오자와와 하타는 자신들을 지지하는 44명의 의원들을 이끌고 다케시타파를 이탈해 하타파를 결성했고 오부치파가 된 다케시타파는 당내 네 번째 파벌로 전락하게 됐다.

## 정계 재편
후임 회장 취임에 실패한 오자와는 미야자와와도 갈등하게 된다. 오자와의 지지를 받아 총리가 된 미야자와였지만 미야자와 내각 (개조)에서 하타파를 푸대접한 것이다. 결국 하타파는 자민당을 탈당해 신생당을 창당했다. 오부치파는 이후 세력을 서서히 확대하여 가지야마와 노나카 히로무의 지원 하에 하시모토가 총재 자리를 거머쥐게 된다.
1993년 제40회 일본 중의원 의원 총선거에서 자민당은 창당 이래 처음으로 야당으로 밀려났다. 하지만 1년 뒤에 일본사회당, 신당 사키가케와 손을 잡고 자사사 연립 정권을 구성해 여당으로 복귀했다. 당시 총재인 고노 요헤이는 사회당 위원장인 무라야마 도미이치에게 연립정권 총리직까지 양보하면서 여당으로 복귀하는데 공헌했다. 하지만 1996년 제41회 일본 중의원 의원 총선거에서 사회당은 이전 기록인 70석에서 15석으로 의석 수가 크게 줄어 자사사 연립은 흔들리게 되었다.
한편 1993년 당시 연립정권을 구성했던 오자와는 신진당을 창당했지만 1996년 총선에서 자민당을 대신하는 집권 정당이 될 가능성을 엿보지 못한 채 사실상 패배하자 당의 결속력은 급격히 무너졌다. 오자와도 사실상 당내에서 고립됐는데 자민당 내에선 사회당과의 연정을 끝내고 같은 보수 세력인 오자와와의 연립을 주장하는 세력이 생겨났다. 노나카는 자사사 연립을 지지한 대표적인 인사였고 가지야마는 보보 연합 구상을 지지하며 또다시 대립이 일어났다. 결국 하시모토와 오부치가 자사사 연립을 지지하면서 가지야마는 관방장관을 사임하고 하시모토와 결별해버렸다.
1998년 제18회 일본 참의원 의원 통상선거에서 자민당이 패배하자 하시모토는 책임을 지는 차원에서 총재직에서 물러났다. 후임 총재직을 둘러싸고 노나카 등 자사사 연립 지지파는 오부치를 지원했고 보보 연립을 지지한 가지야마는 스스로 입후보했다. 하시모토는 오부치를 지지했고 이에 분노한 가지야마는 오부치파를 탈퇴해버렸다. 이후 총재 선거는 고이즈미 준이치로까지 가세한 상황에서 오부치가 승리하게 된다. 한편 그해 7월 7봉행 중 한 명인 오쿠다가 서거했다. 이후 노나카, 아오키, 무라오카 겐조 등 7봉행 이후의 세대들이 오부치파를 주도하기 시작했다.
2000년 5월 오부치가 서거하면서 파벌 회장은 하시모토가 되었다. 하시모토는 오부치와 정책적으로 거리가 있었지만 두 사람의 관계는 원만했고 하시모토가 파벌 회장으로 취임한 뒤에도 노나카, 아오키, 무라오카를 중심으로 한 집단지도체제가 이어졌다. 한편 같은 해에 다케시타와 가지야마가 이어서 서거했다.
2001년 3월 모리 요시로가 총재직 사퇴를 선언하면서 총재 선거가 열리게 되었다. 오부치파 내에서는 노나카를 추대하는 목소리가 높았지만 아오키가 강경하게 반대하여 실현되지 않았고 결국 하시모토가 다시 입후보했다. 하지만 아오키의 지원을 받은 고이즈미에게 큰 표 차이로 패하고 말았다. 이후 하시모토는 2006년 7월 서거했다.
2017년 8월에는 하타가, 2020년 8월에는 와타나베가 서거하면서 오자와만이 7봉행 중 유일한 생존자가 되었다.
|                           | 오부치 게이조 | 가지야마 세이로쿠 | 하시모토 류타로 | 하타 쓰토무                         | 와타나베 고조               | 오쿠다 게이와 | 오자와 이치로                                                         |
| ------------------------- | ------------- | ----------------- | --------------- | ----------------------------------- | --------------------------- | ------------- | --------------------------------------------------------------------- |
| 가네마루 후임 회장 (1992) | 오부치 지지   | 오부치 지지       | 오부치 지지     | 하타 지지                           | 하타 지지                   | 하타 지지     | 하타 지지                                                             |
| 신진당 대표 선거 (1995)   | -             | -                 | -               | 하타 지지                           | 오자와 지지                 | 하타 지지     | 오자와 지지                                                           |
| 보보 연합 노선 (1997)     | 자사사        | 보보              | 자사사          | 야당 공투                           | 야당 공투                   | 야당 공투     | 보보                                                                  |
| 자민당 총재 선거 (1998)   | 오부치 지지   | 가지야마 지지     | 오부치 지지     | -                                   | -                           | -             | (가지야마 지지)                                                       |
| 내각총리대신              | ○             | -                 | ○               | ○                                   | -                           | -             | -                                                                     |
| 외무대신                  | ○             | -                 | -               | ○                                   | -                           | -             | -                                                                     |
| 대장대신                  | -             | -                 | ○               | ○                                   | -                           | -             | -                                                                     |
| 후생대신                  | -             | -                 | ○               | -                                   | ○                           | -             | -                                                                     |
| 통상산업대신              | -             | ○                 | ○               | -                                   | ○                           | -             | -                                                                     |
| 자치대신 국가공안위원장   | -             | ○                 | -               | -                                   | ○                           | ○             | ○                                                                     |
| 내각관방장관              | ○             | ○                 | -               | -                                   | -                           | -             | -                                                                     |
| 당대표                    | 자민당 총재   | -                 | 자민당 총재     | 신생당 대표 태양당 대표 민정당 대표 | -                           | -             | 신진당 대표 자유당 대표 민주당 대표 국민 생활이 제일 대표 생활당 대표 |
| 간사장                    | 자민당 간사장 | 자민당 간사장     | 자민당 간사장   | 민주당 간사장                       | -                           | -             | 자민당 간사장 신생당 간사장 신진당 간사장 민주당 간사장               |
| 국회대책위원장            | -             | 자민당 위원장     | -               | -                                   | 자민당 위원장 민주당 위원장 | 민주당 위원장 | -                                                                     |